# Fabio Basile
Fabio Basile (7 de outubro de 1994) é um judoca italiano da categoria até 66 quilos.
Obteve a medalha de ouro nos Jogos Olímpicos de 2016 ao vencer na luta final o sul-coreano An Baul.